# David White (Engels voetballer)
David White (Urmston, 30 oktober 1967) is een Engels voormalig betaald voetballer die meestal als buitenspeler, maar ook als diepe spits speelde.

## Clubcarrière
David White, die afkomstig is uit het Engelse graafschap Lancashire, bracht het grootste deel van zijn loopbaan door bij Manchester City. In 1985 begon White zijn carrière bij de Citizens. Manchester City was in die periode geen topclub. De club was in de jaren zestig succesvol, maar daarna nam dat succes af. White, die als middenvelder doorgaans op de rechtervleugel te vinden was, speelde 286 competitiewedstrijden en scoorde 79 doelpunten in net geen acht jaar bij Manchester City.
In de winter van 1993 en na anderhalf seizoen Premier League, waar City ondanks het statuut van middenmoter annex staartploeg deel van uitmaakte, was White betrokken in een ruilconstructie met aanvaller David Rocastle van Leeds United. De transfer werd beklonken voor de som van £ 1.200.000 ,-. Echter was White nooit een onbetwiste basisspeler bij Leeds, destijds een subtopper die onder leiding stond van Howard Wilkinson. Van 1993 tot 1995 speelde hij 42 wedstrijden en scoorde 9 maal, waarna hij Leeds verruilde voor Sheffield United. In 1998 beëindigde White zijn loopbaan, op 31-jarige leeftijd. Hij raakte niet meer verlost van een enkelblessure.

## Interlandcarrière
White speelde zijn enige interland voor het Engels voetbalelftal tegen Spanje in 1992, een vriendschappelijke wedstrijd.

## Persoonlijk leven
White maakte in 2016 bekend dat hij als tiener seksueel misbruikt werd, als jeugdspeler van Salford Boys door zijn jeugdcoach Barry Bennell.